# Berufsverband der Ärzte für Mikrobiologie, Virologie und Infektionsepidemiologie
Der Berufsverband der Ärzte für Mikrobiologie, Virologie und Infektionsepidemiologie e. V. (BÄMI) nimmt die Berufsinteressen seiner Mitglieder im Bereich der Medizinischen
Mikrobiologie, Virologie, Infektionsepidemiologie, Infektiologie und Krankenhaushygiene wahr. Hierzu
gehören Fortbildungs- und Weiterbildungsveranstaltungen, die Vertretung der Interessen der Mitglieder gegenüber Ministerien, Behörden und Organisationen sowie die Beratung der Mitglieder. Er hat seinen Sitz in Berlin.

## Mitgliedschaft
Laut Satzung wird zwischen ordentlichen und außerordentlichen Mitgliedern unterschieden. Ordentliche Mitglieder können Ärzte für Mikrobiologie, Virologie
und Infektionsepidemiologie, Infektiologie oder Krankenhaushygiene werden. Außerordentliche Mitglieder des Vereins können andere auf dem Fachgebiet tätige Mediziner und Naturwissenschaftler werden.
Der Verein hatte mehr als 500 vorwiegend ordentliche Mitglieder.

## Aktivitäten
Neben seinen satzungsgemäßen Aufgaben unterhält der Verein eine Website, welche im nichtöffentlichen Bereich u. a. Kontaktdaten der Mitglieder und die Ausgaben der Mitgliederzeitschrift DER MIKROBIOLOGE bis 2022 enthält. Im öffentlichen Bereich stehen Pressemitteilungen zu aktuellen Themen aus der Mikrobiologie, Virologie, Infektiologie und Hygiene zur Verfügung. In diesem Zusammenhang werden von der Geschäftsstelle auch Kontakte zu Experten vermittelt. Außerdem werden Fachveranstaltungen angekündigt, u. a. die jährlich stattfindende Tagung des BÄMI, deren Schwerpunkt die fachliche Fortbildung der Vereinsmitglieder und anderer Fachinteressierter ist. Zusammen mit der Deutschen Gesellschaft für Hygiene und Mikrobiologie (DGHM) vergibt der BÄMI ein Zertifikat FachnaturwissenschaftlerIn für medizinische Mikrobiologie und Infektionsepidemiologie. Außerdem fördert der BÄMI die Aus- und Weiterbildung von Ärzten und Ärztinnen für Mikrobiologie auf dem Gebiet der Krankenhaushygiene und erteilt entsprechend fortgebildeten Mitgliedern das Zertifikat Krankenhaushygiene.

## Historie
Der Verband wurde 1981 unter dem Namen „Berufsverband Deutscher Medizinischer Mikrobiologen e.V.“ gegründet und am 11. Juni 1982 im Vereinsregister Bochum eingetragen. Wesentlicher Antrieb, der zur Gründung des Berufsverbandes führte, war der Umstand, dass fachfremde Ärztegruppen mikrobiologische Leistungen abrechneten, ohne die dafür notwendigen Qualifikationen zu besitzen. Im Gegenzug erfuhren Medizinischen Mikrobiologen zunehmend den Entzug von Ermächtigungen. Darüber hinaus wurde der Ärzteverband als Sprachrohr der Medizinischen Mikrobiologen gegenüber Politik, KVen und der Bundesärztekammer initiiert.
Die erste Hauptversammlung bzw. Mitgliederversammlung fand im November 1982 in Köln statt.
Am 17. Dezember 1991 stimmten die Mitglieder des Berufsverbandes der Satzungsänderung zu, die die Namensänderung des Vereins in „Berufsverband der Ärzte für Mikrobiologie und Infektionsepidemiologie e.V.“ hervorbrachte. Im selben Jahr erschien erstmals die Mitgliederzeitschrift „DER MIKROBIOLOGE“, mit wissenschaftlichen Beiträgen aus der Disziplin sowie Informationen aus dem Berufsverband und Vorstand. Ebenfalls 1991 wurde die Idee einer einmal jährlich stattfindenden Fortbildungsveranstaltung geboren und gleich vom 15. – 17. März 1992 in Kloster Banz, Bad Staffelstein, umgesetzt.
Im Jahr 1995 waren bereits 320 Mitglieder beim Berufsverband registriert.
Die nächste Satzungsänderung im Jahr 2007 auf der Mitgliederversammlung erbrachte dem Verband seinen bis heute gültigen Namen „Berufsverband der Ärzte für Mikrobiologie, Virologie und Infektionsepidemiologie e.V.“ (BÄMI e.V.)
2021 erfolgte der Umzug vom Amtsgericht/Vereinsregister Bochum zum Amtsgericht Charlottenburg/Vereinsregister Berlin.

## Bisherige Vorsitzende, seit 2003 Bundesvorsitzende
| seit 2017 | Daniela Huzly      |
| 2013–2017 | Helmut Fickenscher |
| 2010–2013 | Lorenz Leitritz    |
| 2004–2010 | Heinrich K. Geiss  |
| 1998–2004 | Holger Blenk       |
| 1987–1998 | Ronald Ringelmann  |
| 1981–1987 | Wolfgang Opferkuch |